# ベズー整域
数学において、ベズー整域 (Bézout domain) は2つの主イデアルの和が再び主イデアルになるような整域である。このことが意味するのは、元の各組に対してベズーの等式 (Bézout identity) が成り立ち、すべての有限生成イデアルは単項であるということである。任意の単項イデアル整域 (PID) はベズー整域だが、ベズー整域はネーター環とは限らないので、有限生成でないイデアルをもつかもしれない（これは明らかに PID でない）。そうであれば、一意分解整域 (UFD) ではないが、なおGCD整域である。ベズー整域の理論は PID の性質の多くを、ネーター性を要求せずに、保つ。ベズー整域はフランス人数学者 Étienne Bézout にちなんで名づけられている。

## 例
- すべての PID はベズー整域である。
- PID でないベズー整域の例には整関数（全複素平面上で正則な関数）の環や代数的整数の環がある[1]。整関数のケースでは、既約元は次数 1 の多項式に同伴な関数のみなので、元が分解をもつのは有限個の零点をもつ場合に限る。代数的整数のケースでは、既約元は全く存在しない、なぜならば任意の代数的整数に対して（例えば）その平方根はまた代数的整数であるからだ。これは両方のケースにおいて環が UFD でなくしたがって PID でないことを示している。
- 付値環はベズー整域である。任意の非ネーター付値環は非ネーターベズー整域の例である。
- 以下の一般的な構成は体でない任意のベズー整域 R から、例えば PID から、UFD でないベズー整域 S を生み出す。R = Z の場合が心にとどめておくべき基本的な例である。F を R の分数体とし、S = R + XF[X] とおく。定数項が R に入る F[X] の多項式の部分環である。この環はネーターでない、なぜならば X のような定数項が 0 の元は R の非可逆元、これは S の非可逆元でもある、によって何度でも割ることができる。すべてのこれらの商によって生成されるイデアルは有限生成でない（なので X は S において分解をもたない）。以下のようにして S がベズー整域であることを証明する。

1. S の元のすべての組 a, b に対して、S のある元 s, t が存在して、as + bt が a と b を両方割り切ることを証明すれば十分である。
2. a と b が共通約元 d をもてば、これを a/d と b/d に対して証明すれば十分である、なぜならば同じ s, t でうまくいくから。
3. 多項式 a と b は 0 でないとしてよい。両方とも定数項が 0 であれば、n を次のような最小の指数とする。それらのうち少なくとも一方が 0 でない Xn の係数をもつ。すると f ∈ F であって fXn が a と b の共通約元でありそれで割り切れるようなものが見つかる。
4. したがって a と b の少なくとも一方は 0 でない定数項をもつとしてよい。F[X] の元として見た a と b が互いに素でなければ、この UFD において定数項 1 をもちそれゆえ S に入る a と b の最大公約元が存在する。この因子で割ることができる。
5. したがってまた a と b は F[X] において互いに素と仮定してよく、1 は aF[X] + bF[X] に入り、R のある定数多項式 r は aS + bS に入る。また、R はベズー整域であるから、定数項 a0 と b0の R における gcd d は a0R + b0R に入る。a −a0 あるいは b − b0 のような定数項をもたない任意の元は任意の 0 でない定数で割り切れるから、定数 d は S において a と b の共通因数である。それが実は最大共通約元であることをそれが aS + bS に入っていることを示すことによって証明しよう。a と b をそれぞれ a0 と b0 に関して d に対してベズー係数によって掛けることによって定数項 d をもつ aS + bS の多項式 p を得る。すると p − d は定数項が 0 なので S において定数多項式 r の倍元でありしたがって aS + bS に入る。しかしすると d もそうなので、証明が完了する。

## 性質
環がベズー整域であることと整域であって任意の2つの元がそれらの線型結合である最大公約元をもつことは同値である。これは次のステートメントと同値である。2つの元で生成されたイデアルはただ1つの元でも生成できて、帰納法によってすべての有限生成イデアルは単項イデアルである。PID の2つの元の最大公約元の線型結合としての表現はしばしばベズーの等式と呼ばれるが、用語はそこから来ている。
上記の gcd 条件は単に gcd が存在するという条件よりも強いことに注意せよ。任意の 2 元に対して gcd が存在する整域はGCD整域と呼ばれ、したがってベズー整域は GCD 整域である。とくに、ベズー整域において、既約元は素元である（しかし代数的整数の例からわかるように、それらが存在する必要はない）。
ベズー整域 R に対して、以下の条件は全て同値である。
1. R は主イデアル整域
2. R はネーター
3. R は一意分解整域
4. R は主イデアルに対する昇鎖条件 (ACCP) を満たす
5. R のすべての非零非単元は既約元の積に分解する（R は原子整域（英語版）である）

(1) と (2) の同値性は上で述べた。ベズー整域は GCD 整域であるから、ただちに (3), (4), (5) の同値性が従う。最後に、R がネーターでなければ、有限生成イデアルの無限昇鎖列が存在するので、ベズー整域において主イデアルの無限昇鎖が存在する。(4) と (2) はしたがって同値である。
ベズー整域はプリューファー整域である、すなわち整域であって各有限生成イデアルは可逆である、あるいは別の言い方をすれば、可換半遺伝整域である。
雑に言えば、「ベズー整域ならばプリューファー整域かつ GCD-整域である」という包含をもっとよく知られた「PID ならばデデキント整域かつ UFD である」という包含の非ネーターの類似物と見ることができる。類似は UFD（あるいは原子プリューファー整域）はネーターとは限らないという点で正確さに欠ける。
プリューファー整域はすべての素イデアル（同値だがすべての極大イデアル）における局所化が付値整域であるような整域として特徴づけられる。なのでベズー整域の素イデアルにおける局所化は付値整域である。局所環の可逆イデアルは単項なので、局所環がベズー整域であることと付値整域であることは同値である。さらに付値整域が非巡回（同値だが非離散）値群をもてばネーターでなく、すべての全順序アーベル群はある付値整域の値群である。これは非ネーターベズー整域のたくさんの例を与える。
非可換代数において、右ベズー整域 (right Bézout domain) は整域であって有限生成右イデアルが主右イデアルすなわちある x ∈ R に対して xR の形であるようなものである。1つの注目すべき結果は右ベズー整域は右オール整域ということだ。この事実は可換なケースでは面白くない、というのもすべての可換整域はオール整域であるからだ。右ベズー整域はまた右半遺伝環でもある。

## ベズー整域上の加群
PID 上の加群の事実のいくつかはベズー整域上の加群でも成り立つ。R をベズー整域とし M を R 上有限生成加群とする。このとき M が平坦であることとねじれなしであることは同値である。